# Sharifa al-Qiyadi
Sharifa al-Qiyadi (sinh năm 1947) là một tiểu thuyết gia và nhà văn viết truyện ngắn Libya.
Sinh ra ở Tripoli, al-Qiyadi nhận bằng thạc sĩ nhân văn tại Đại học al-Fatih năm 1981; Luận án của cô có tựa đề Hành trình viết của phụ nữ Libya. Tập truyện ngắn đầu tiên của cô xuất hiện hai năm sau đó; nó đã được theo sau bởi nhiều người khác. Một cuốn tiểu thuyết, This Is Me, xuất hiện vào năm 1997. Tác phẩm của cô xử lý các chủ đề nữ quyền; một số trong đó thảo luận về tình trạng của phụ nữ được cải thiện dưới chế độ Muammar Gaddafi.